# Epigomphus donnellyi
Epigomphus donnellyi är en trollsländeart som beskrevs av Gonzalez-soriano och C 1988. Epigomphus donnellyi ingår i släktet Epigomphus och familjen flodtrollsländor. IUCN kategoriserar arten globalt som starkt hotad. Inga underarter finns listade i Catalogue of Life.